# Baai van Dublin

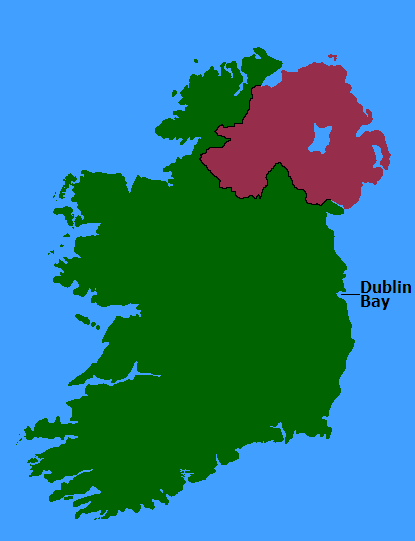
Locatie van Dublin Bay in Ierland

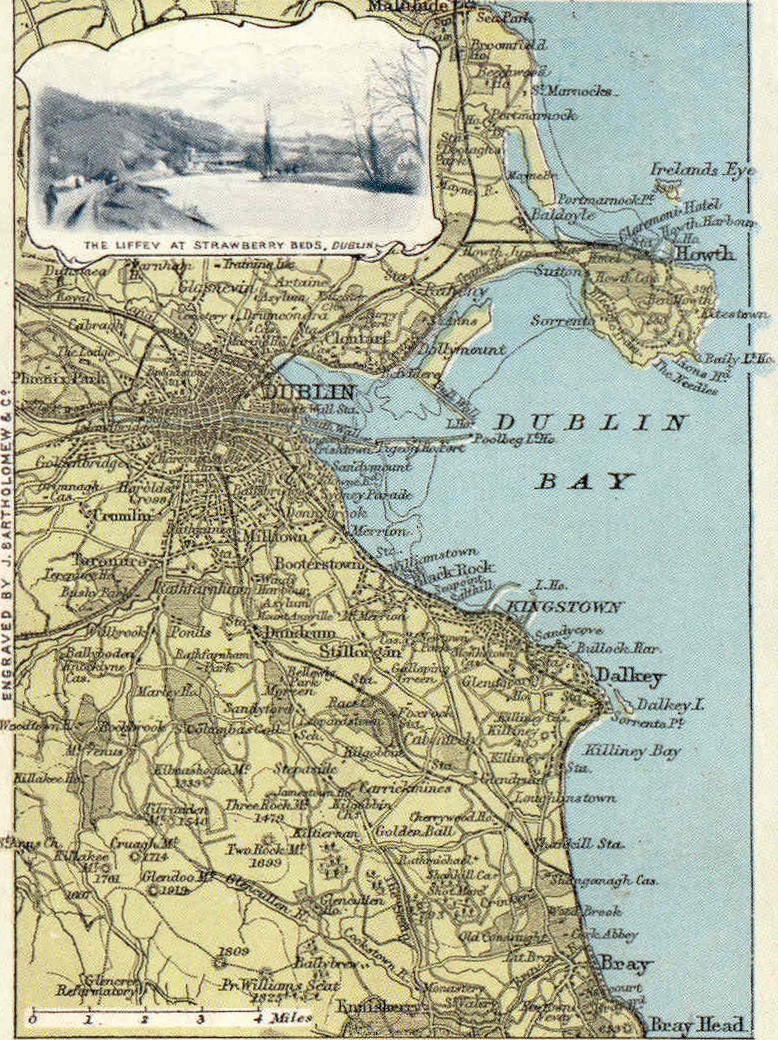
Kaart van Dublin Bay uit de 19de eeuw

De Baai van Dublin (Engels: Dublin Bay, Iers: Cuan Bhaile Átha Cliath) is een C-vormige inham van de Ierse Zee aan de oostkust van Ierland.  De inham is ongeveer 10 kilometer breed en heeft op het breedste punt, ter hoogte van het stadscentrum van Dublin, een breedte van 7 kilometer. De baai strekt zich uit van het schiereiland Howth Head met Howth in het noorden tot Dalkey Point in Dalkey in het zuiden.  De rivieren Liffey en Dodder monden uit in Dublin Bay.

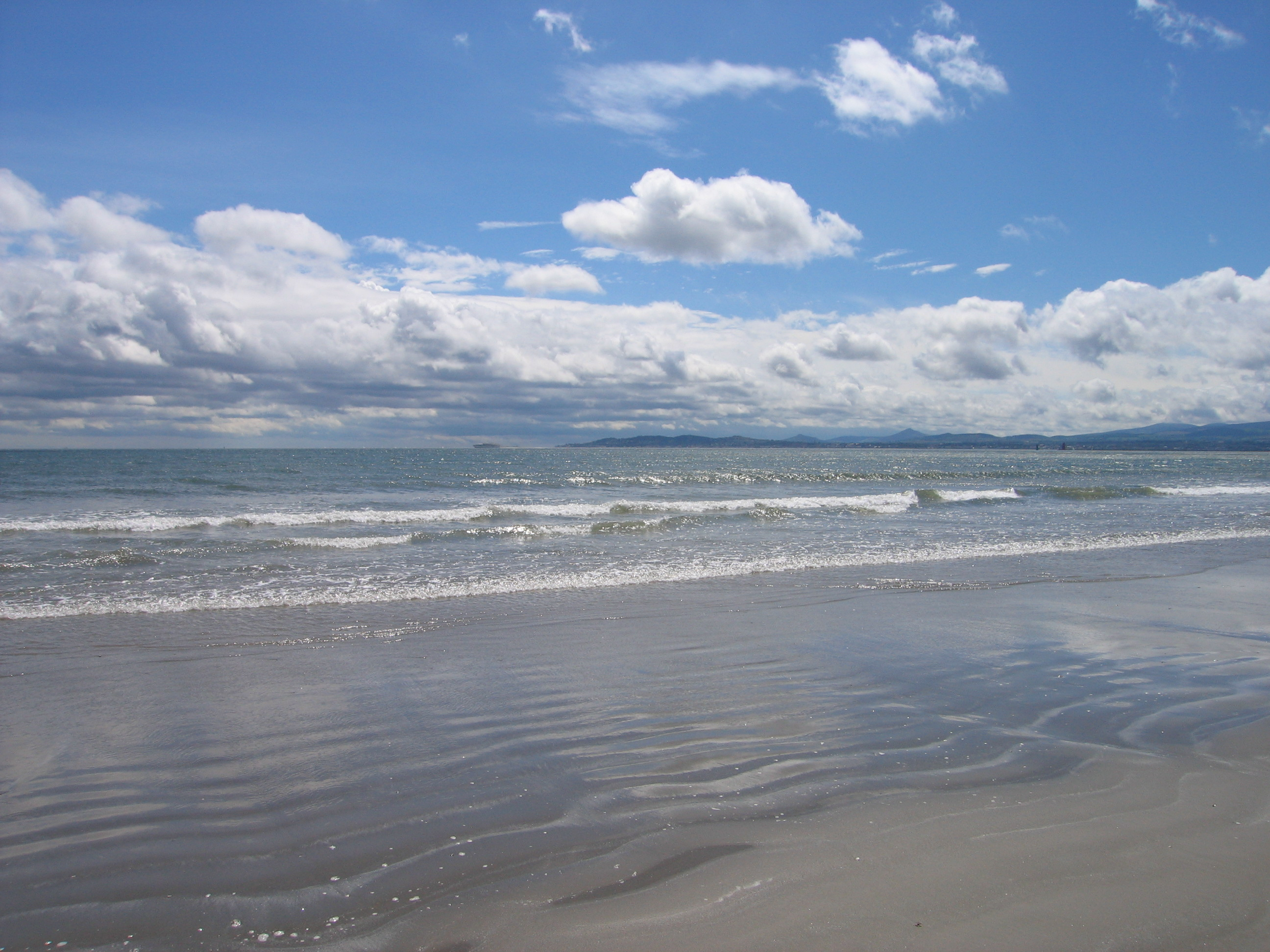
Dublin Bay vanop het strand van Dollymount